# Pietro Benassi

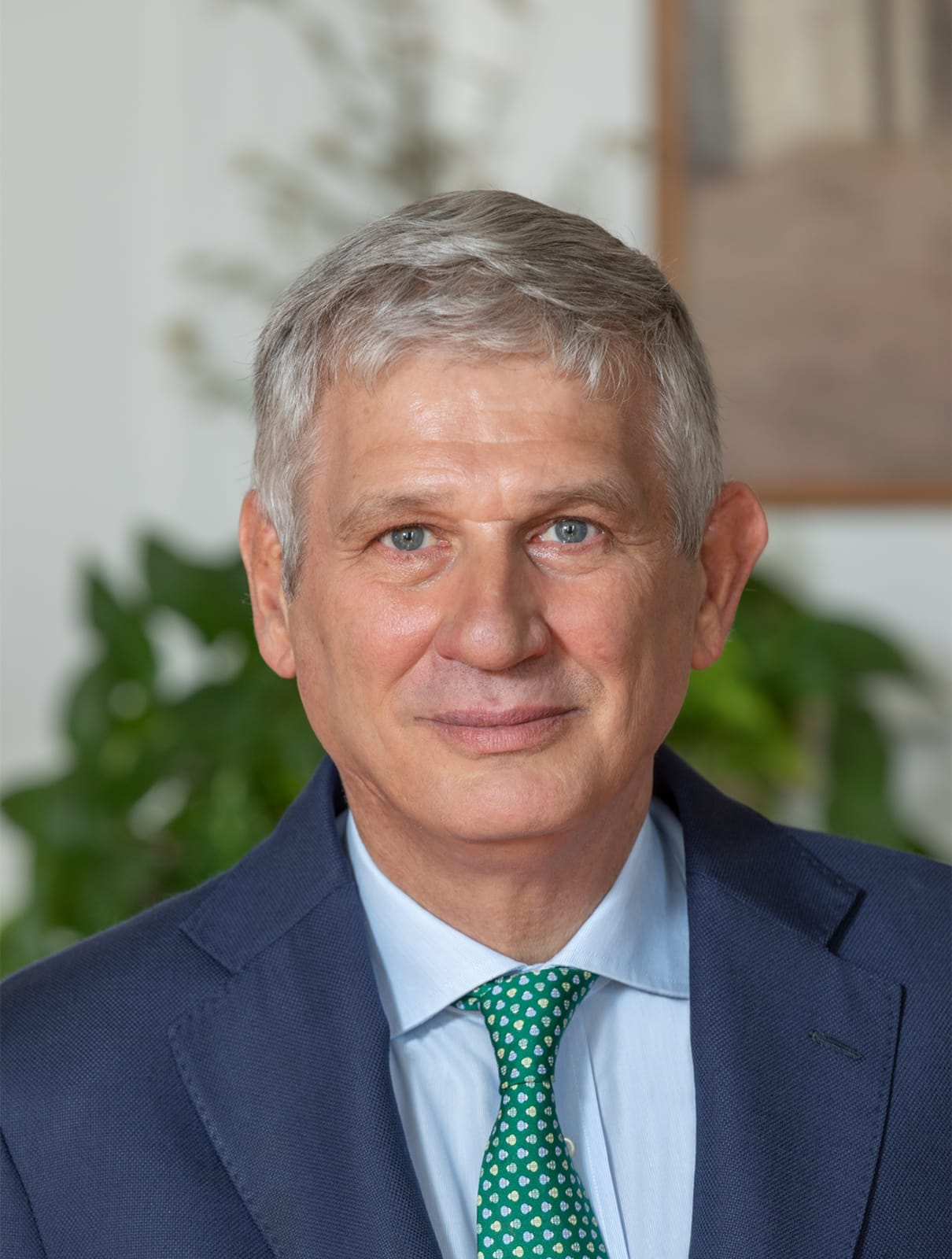
Pietro Benassi, 2019

Pietro Benassi (* 7. Juni 1958 in Rom) ist ein italienischer Diplomat.
Benassi studierte Politikwissenschaft an der Universität Padua. Seine diplomatische Laufbahn führte ihn auf Auslandsposten in Brüssel, Havanna, Warschau und als Botschafter nach Tunis. Von 2002 bis 2005 leitete er die Politische Abteilung der Italienischen Botschaft in Berlin. Im Mai 2013 ernannte man ihn zum Leiter des Ministerbüros von Außenministerin Emma Bonino.
Von 23. September 2014 bis 31. August 2018 war er italienischer Botschafter in Berlin.
Am 31. August 2018 wurde er zum diplomatischen Berater des italienischen Ministerpräsidenten berufen. Am 21. Januar 2021 ernannte Ministerpräsident Giuseppe Conte Benassi zum (Unter-)Staatssekretär mit Zuständigkeit für die zivilen Nachrichtendienste Italiens; dieses Amt hatte er nur bis zum 13. Februar 2021 inne. Benassi wurde im März 2021 zum Ständigen Vertreter Italiens bei der Europäischen Union designiert.

## Auszeichnungen
- 1995: Ritter des Verdienstordens der Italienischen Republik
- 2002: Offizier des Verdienstordens der Italienischen Republik
- 2009: Commendatore des Verdienstordens der Italienischen Republik
- 2018: Ritter des Treudienst-Ordens
- 2019: Großes Bundesverdienstkreuz